# William J. Duane

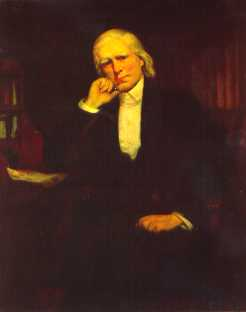
Porträt von William John Duane

William John Duane (* 9. Mai 1780 in Clonmel, Irland; † 27. September 1865) war ein US-amerikanischer Politiker und Finanzminister.

## Familie, Studium und berufliche Laufbahn
Duane emigrierte mit seinem Vater 1796 von Irland in die USA und half diesem anschließend bis 1806 bei der Herausgabe der in Philadelphia erschienenen Tageszeitung Aurora. Zwischenzeitlich absolvierte er ein Studium der Rechtswissenschaften und war bald nach der Zulassung zum Anwalt im Jahre 1815 ein einflussreicher Jurist in Philadelphia.

## Politische Laufbahn
Er begann seine politische Laufbahn mit der Wahl zum Abgeordneten der Generalversammlung von Pennsylvania, der er in den kommenden Jahren mehrfach angehörte. Im Laufe seiner politischen Laufbahn wurde er zu einem der mächtigsten Politiker des Bundesstaates der damaligen Zeit.
Am 29. Mai 1833 berief ihn der Präsident der Vereinigten Staaten Andrew Jackson als Finanzminister in sein Kabinett.
Wie sein Vorgänger Louis McLane, der Außenminister wurde, lehnte auch er die Auflösung der Regierungsguthaben bei der Bank of the United States und die anschließende Verschiebung auf Konten bei Banken der Staaten ab, weil er befürchtete, dass das kurzfristige Abheben der Regierungsguthaben zu einer Panik bei Farmern und einfachen Bürgern führen würde. Zudem war er der Ansicht, dass er ohne die ausdrückliche Zustimmung des Kongresses die Guthaben ohnehin nicht auflösen konnte. Jackson sicherte in dieser Situation seine Meinung durch ein Rechtsgutachten des Justizministers Roger B. Taney ab.
Duane, der bei seiner Meinung blieb, wurde daraufhin am 22. September 1833 von Jackson entlassen, der am folgenden Tag Taney zum Finanzminister berief. Nach seinem Ausscheiden aus dem Kabinett zog er sich weitgehend aus dem politische Leben zurück.

## Veröffentlichungen
Neben seiner politischen Tätigkeit schrieb er rechtswissenschaftliche Bücher wie
- The Law of Nations Investigated. Philadelphia, 1809 und
- Letters on Internal Improvements. 1811.

1838 schrieb er dann das Buch Narrative and Correspondence Concerning the Removal of the Deposits, and Occurences Connected Therewith, in der er seine ablehnende Haltung zu der Auflösung der Bank of the United States 1833 verteidigte.